# しおひガールズ
『しおひガールズ』は、しおひがりがTwitterなどで公開しているイラスト群。淡いタッチで描かれた女の子の絵に意味深な言葉が添えられている。2018年にはイラスト集が発売された。
しおひがりは自身を「チープアーティスト」と自称しており、「チープな世界観」が好きで、安っぽい展開を凝縮しているのが自分の作品だと語っている。また、作中の意味深な言葉については村上春樹や糸井重里の影響を受けているという。

## 書誌情報
- しおひがり『しおひガールズ オリジナルアソート』宝島社、2018年5月18日発売[4]、ISBN 978-4-8002-8259-0

## Webアニメ
『しおひガールズ ボンゴレビアンコ』のタイトルで、2019年11月13日よりTwitter、YouTube、Instagramで公開された。全48話。本編は15秒で、そこにオープニング・エンディングが付いて1話2分弱。
キャストは花澤香菜、茅野愛衣、井口裕香、日高里菜、久野美咲、小原好美が担当。48話分のセリフを出演声優6人全員が収録し、そこから1名のみをアニメ化し配信。残りのバージョンはBlu-ray特装版の付属CD「しおひガールズ いろはかるた」に収録される。

### スタッフ
- 原作 - しおひがり
- 監督・音響監督 - 森井ケンシロウ
- コンテ・演出 - 本田剛士
- 音楽 - 帆足圭吾（MONACA）
- プロデューサー - 青木泰寛
- アニメーション制作 - DMM.futureworks / ダブトゥーンスタジオ

### 主題歌
歌・作曲はONIGAWARAが担当。
「君はしおひガール」
オープニングテーマ。作詞は斉藤伸也。
「ロマンティック時限爆弾」
エンディングテーマ。作詞は竹内サティフォ。

### 各話リスト
| 話数 | サブタイトル                                                             | 配信日          |
| ---- | ------------------------------------------------------------------------ | --------------- |
| #1   | ロマンティックカンニング                                                 | 2019年 11月13日 |
| #2   | ロマンティック生返事                                                     | 11月15日        |
| #3   | 村人Aの恋人                                                              | 11月20日        |
| #4   | ニュートンの恋人                                                         | 11月22日        |
| #5   | 一年生になったら                                                         | 11月27日        |
| #6   | ゑびすさまの恋人                                                         | 11月29日        |
| #7   | 大ケガ                                                                   | 12月4日         |
| #8   | ロマンティック串カツ屋                                                   | 12月6日         |
| #9   | 粗さがし                                                                 | 12月11日        |
| #10  | 60％ガール                                                               | 12月13日        |
| #11  | 疲れてる時に寿司屋に来ちゃった女                                         | 12月18日        |
| #12  | 借りパク                                                                 | 12月20日        |
| #13  | 部屋でくつろいでいる時に急に不穏なことを言って空気をピりつかせてくる恋人 | 12月25日        |
| #14  | ペーパーレスラブレター                                                   | 12月27日        |
| #15  | ろくでもないやつに恋した娘                                               | 2020年 1月1日   |
| #16  | 家になさそうなものをとりに帰った子                                       | 1月3日          |
| #17  | 江戸っ娘                                                                 | 1月8日          |
| #18  | 美容師の恋人                                                             | 1月10日         |
| #19  | フラれた次の日のマジック部員                                             | 1月15日         |
| #20  | バチギレミステリーハンター                                               | 1月17日         |
| #21  | 私がもらえなくてもいい                                                   | 1月22日         |
| #22  | ロマンティック寿司屋                                                     | 1月24日         |
| #23  | 突然のプロポーズに感激して思わず泣き出してしまった牛丼屋の店員           | 1月29日         |
| #24  | 竿竹屋                                                                   | 1月31日         |
| #25  | エースを煽って告白を促すマネージャー                                     | 2月5日          |
| #26  | くすぐられていることに気がついた女                                       | 2月7日          |
| #27  | ヲタクに対する社交辞令みたいな感じで告白する女                           | 2月12日         |
| #28  | のぞき禁止                                                               | 2月14日         |
| #29  | 縄文人の恋人                                                             | 2月19日         |
| #30  | ロマンティック魔王                                                       | 2月21日         |
| #31  | 普通のより怖い指切り                                                     | 2月26日         |
| #32  | ロマンティックカーナビ                                                   | 2月28日         |
| #33  | ハンムラビ法典                                                           | 3月4日          |
| #34  | 魔王よりあなたに興味があるの                                             | 3月6日          |
| #35  | ロマンティック豆まき                                                     | 3月11日         |
| #36  | アダルティックひなまつり                                                 | 3月13日         |
| #37  | エジソンの恋人                                                           | 3月18日         |
| #38  | 落とし物しちゃだめだよみたいなノリでサークルクラッシャーをたしなめる女   | 3月20日         |
| #39  | 猫に小判                                                                 | 3月25日         |
| #40  | 二回死なないと誘えない女                                                 | 3月27日         |
| #41  | センチメンタルリサイクル業者                                             | 4月1日          |
| #42  | ムチとアメ                                                               | 4月3日          |
| #43  | W杯にかこつけていいことを言おうとしてしまった女                          | 4月8日          |
| #44  | ロマンティック採点                                                       | 4月20日         |
| #45  | 呪い                                                                     | 4月15日         |
| #46  | 東北らへんの恋人                                                         | 4月17日         |
| #47  | 井伊直弼の恋人                                                           | 4月22日         |
| #48  | 向こう側                                                                 | 4月24日         |

### 配信サイト
| 配信期間                       | 配信時間              | 配信サイト | 備考               |
| ------------------------------ | --------------------- | ---------- | ------------------ |
| 2019年11月13日 - 2020年4月24日 | 水曜・金曜 18:00 更新 | Twitter    | 第1話のみ21:00配信 |
|                                | 水曜・金曜 18:30 更新 | YouTube    |                    |
| 2019年11月20日 - 2020年5月1日  | 水曜・金曜 19:00 更新 | Instagram  |                    |